# Воикуљаса (Валча)
Воикуљаса (рум. Voiculeasa) насеље је у Румунији у округу Валча у општини Главиле. Oпштина се налази на надморској висини од 255 m.

## Становништво
Према подацима из 2002. године у насељу је живело 94 становника, од којих су сви румунске националности.